# Kazha
Kazha（カズハ）はアメリカを拠点に活動する日本人のロックバンド。
神奈川県茅ヶ崎市出身のシンガーソングライター小田一葉(Kazuha Oda)とギタリストMatsushige Hidekiからなる。結成当初は4人編成 であったが、小田一葉がベースボーカルになることで3人編成に。

## バンド名の由来
- ヴォーカル小田一葉(Kazuha Oda)の名からなる。
- 結成当初は小田一葉はKazhaの名を使用[1]。

## 略歴
2009年、小田一葉とHideki Matsushige(ギター)、Zen(ベース)がレーベルに所属している間にカリフォルニア州ロサンゼルスにて結成。帰国後Rui(ドラム)に出会い7月1日 に日本で正式結成。9月にはビクターRookieStar labelより配信メジャーデビューを果たす。
2010年、ファーストアルバム『Overture』をアメリカでリリース。2011年より全米数々のアニメコンベンションやフェスティバルに出演。Kazuha(ボーカル)、Hideki(ギター)、Zen(ベース)、Masaya(ドラム)の四人でロサンゼルスを拠点に活動。サンフランシスコのAsian Heritage Street Celabrationにてデビューし、ヒップホップグループFar East Movementと共演。
2013年、セカンドアルバム『Evolution』リリース。2014年、Kazuha(ボーカル)がベースボーカルへ移行し Hideki(ギター)、Masaya(ドラム)の3人編成へ。2015年、テネシー州メンフィスへ拠点を移し活動。ロサンゼルスのWhiskey A Go GoやメンフィスのRockHouseLiveなど様々なライブハウスでナショナルバンドと共演。共演者には元ガンズ・アンド・ローゼズのギルビー・クラーク、トレイシー・ガンズ、トラプト、Y&Tなどがいる→。2019年、「ミュージック・エクスポート・メンフィス」公式アンバサダーに任命され、ロックンロール発祥の地メンフィスを代表するバンドとなる。

## ディスコグラフィー

### Kazha
- アルバム

| 発売日 | タイトル                   | 収録曲 | 備考           |
| ------ | -------------------------- | ------ | -------------- |
| 2010年 | Overture                   | 全10曲 | アメリカ合衆国 |
| 2013年 | Evolution                  | 全10曲 | アメリカ合衆国 |
| 2018年 | Kazha                      | 全10曲 | アメリカ合衆国 |
| 2022年 | Reflection -Acoustic Album | 全10曲 | アメリカ合衆国 |

- シングル/EP

| 発売日 | タイトル                        | 備考           |
| ------ | ------------------------------- | -------------- |
| 2009年 | Breathe Through Your Dreams     | 日本           |
| 2010年 | I Still Remember Single Version | アメリカ合衆国 |
| 2024年 | Dakishimete                     | アメリカ合衆国 |